# Marco d'Oggiono

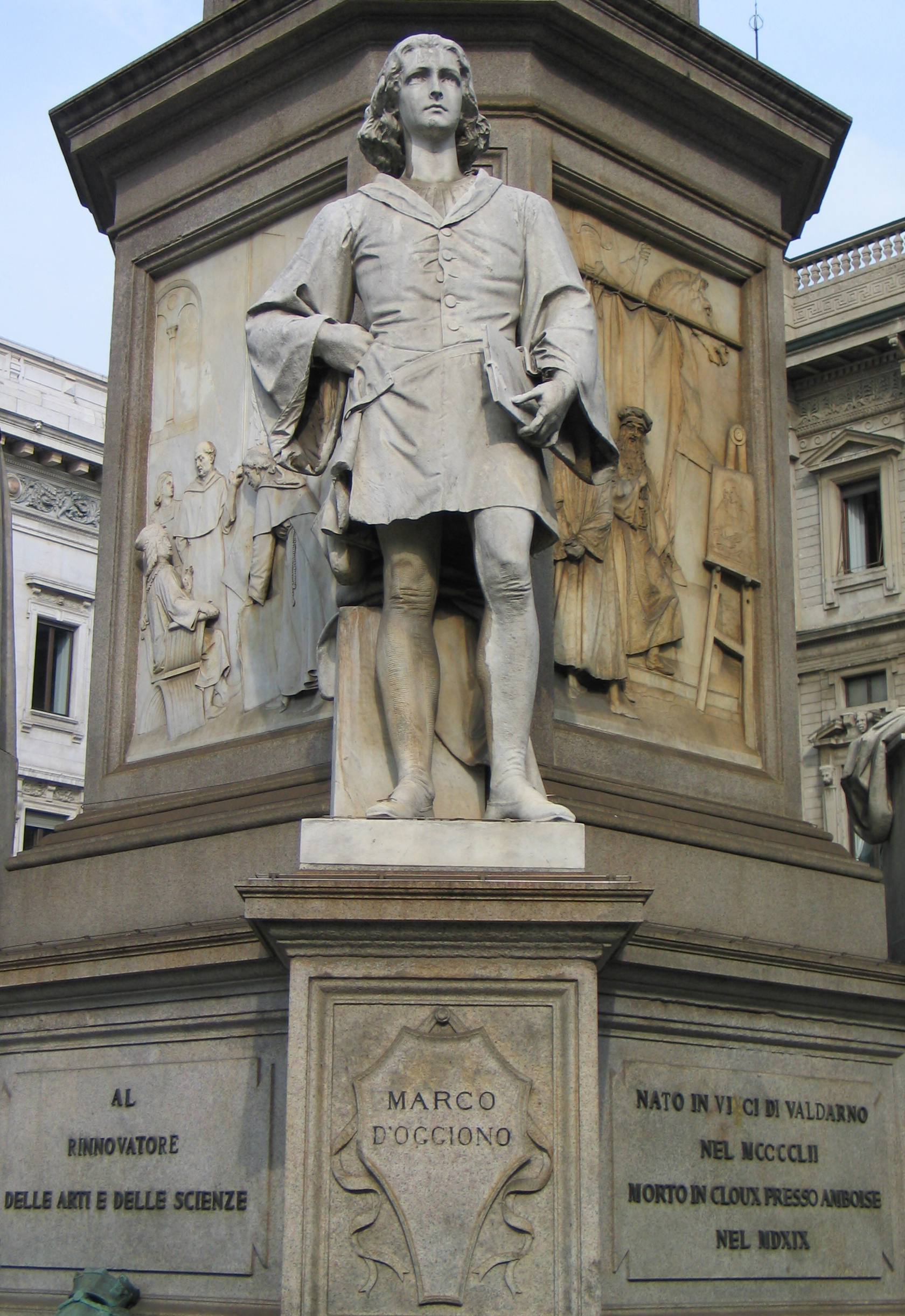
Figura de Marco d'Oggiono sobre el pedestal del monumento a Leonardo da Vinci en Milán, Piazza della Scala. Escultor Pietro Magni.

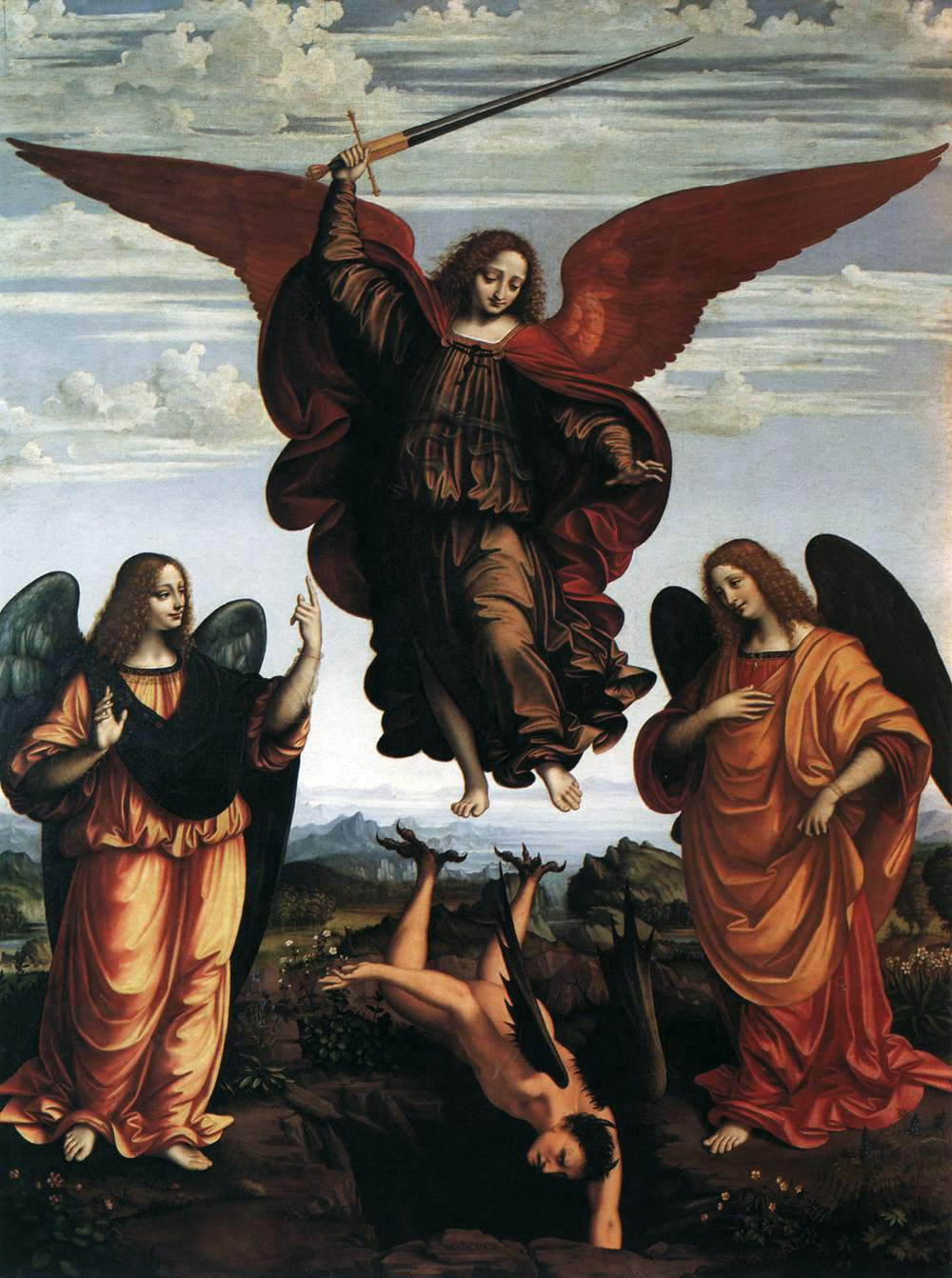
Retablo de los tres arcángeles. Pinacoteca de Brera, Milán.

Marco d'Oggiono (h. 1470 - h. 1549) fue un pintor italiano y alumno de Leonardo da Vinci, cuyas obras copió repetidamente.

## Biografía
Nació en Oggiono cerca de Milán. De los detalles de su vida no se sabe casi nada — ni siquiera la fecha de su importante serie de frescos en la iglesia de Santa María de la Paz en Milán. Murió probablemente en Milán. Luigi Lanzi considera como año de su muerte 1530, pero varios escritores en Milán sostienen que fue en 1540, y la fecha más generalmente aceptada es la de 1549.

## Obras
Fue un artista muy trabajador, pero a sus pinturas les falta vivacidad de sentimiento y pureza de dibujo, mientras que en su composición, bien se ha dicho que "la intensidad del color hace las veces de la intensidad de sentimiento." Copió La última Cena repetidas veces, y una de sus mejores copias se encuentra en la Royal Academy of Arts en Inglaterra.
Sus dos pinturas más notables - una en la Pinacoteca de Brera (representando a san Miguel), y la otra en la colección privada de la familia Bonomi (representando a la Virgen) — están firmadas con el nombre de Marcus.
Sus cuadros pueden verse en Berlín, París, San Petersburgo y Turín. La obra conservada en el museo ruso es una inteligente copia de la Última Cena de Leonardo. 
En 2011, el catálogo de la exposición Leonardo da Vinci. Pintor de la corte de Milán (National Gallery de Londres) atribuye a D'Oggiono el famoso Salvador adolescente del Museo Lázaro Galdiano de Madrid.
No puede ser considerado como un artista importante, ni siquiera un buen copista, pero en sus pinturas el cielo y las montañas y los paisajes distantes siempre merecen tomarse en consideración y en estos probablemente radique lo mejor de su producción.